# Бонневільська повінь

Озеро Бонневіль (близько 15,500 Кілороків до Р.Х.) і напрямок повені

Бонневільська повінь — катастрофічна повінь, що відбулась під час останнього льодовикового періоду, через яку було затоплено частину південного Айдахо і схід штату Вашингтон за течією річки Снейк. На відміну від Міссульських повеней, які також сталися в той же період на Тихоокеанському Північному Заході, Бонневільська повінь відбулася тільки один раз. Повінь вважається другою за величиною в дослідженній геологічній історії

## Причини та події
Близько 12 500 років тому плювіальне озеро Бонневіль на півночі штату Юта досягло свого найвищого рівня води з моменту його утворення. Озеро займало сучасне сточище Великого Солоного озера, проте, було набагато більше за нього, загальною площею близько 83000 км². Підвищення рівня води в озері викликало просочування та руйнацію порога перевалу Ред-Рок, гірський перевал у верхів'ях річки Портнеф, притоки річки Снейк вище сучасного водосховища Американ-Фолс. Стародавній перевал Ред-Рок мав два конуси виносу, що утворювали природну греблю приблизно 120 м заввишки паводкова хвиля мчала долиною річки Портнеф і зруйнувала вулканічну греблю, яка раніше була на місці сьогоденної греблі Американ-Фоллс, спустивши історичне озеро Американ-Фоллс 64 км завдовжки

На піку повені, скидалося близько 930,000 m³/s у долину річки Снейк зі швидкістю 110 км/годину Повінь утворила Каньйон Снейк-Рівер завглибшки 180 м по  базальтовим і лесовим ґрунтам, створила Шошонський водоспад і низку інших водоспадів вздовж річки Снейк.

## Спадок
Хоча пік повені тривав не більше кілька тижнів, руйнація перевалу Ред-Рок продовжувалася протягом декількох років, перш ніж вода остаточно перестала переливатися. Через повінь озеро Бонневіль зазнало падіння рівня води на 107 м, і втратило близько 5000 км³ води, рівень води в озері знизився до берегової лінії Прово. Повінь перетворила долиниу річки Снейк в серію скеблендів що нагадують Колумбійське плато.
Проникність порід призвела до утворення водоносного горизонту Лейк-Рівер — одного з найбільших на території США. Багато річок, що стікають з північної сторони плато йдуть під землю, живлячи водоносний горизонт, замість того щоб впадати в річку Снейк. Група цих річок та їх басейн відомі як «втрачені струмки Айдахо». . Водоносний горизонт включає близько 120 км³ води, залягаючи на території близько 26 000 км² і маючи шар завтовшки до 400 м. У той же час, велика частина води, «загублена» в басейні річки Снейк, повертається назад у річку на західному краю водоносного горизонту у вигляді численних артезіанських джерел.